# Lylit

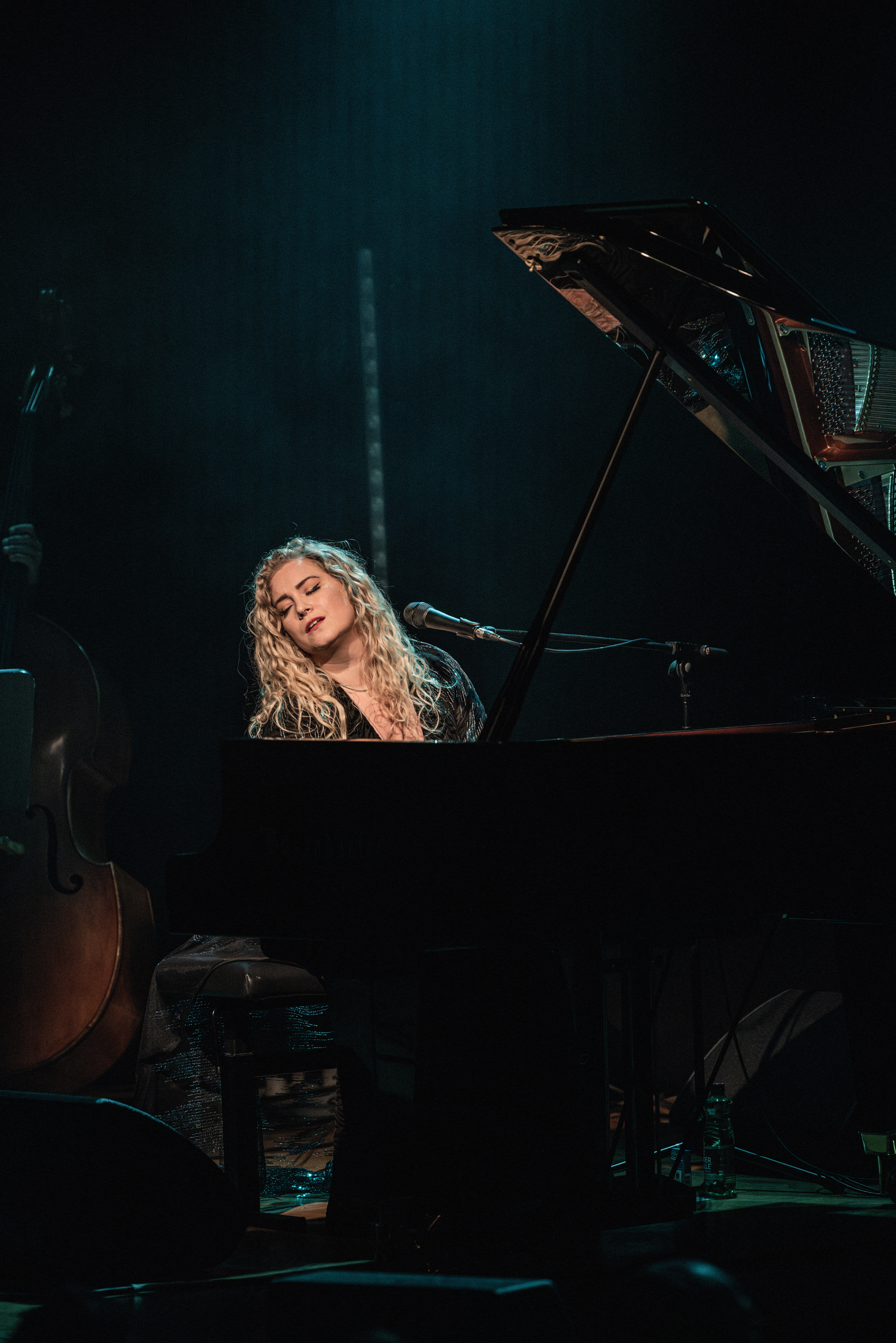
LYLIT im Wiener Konzerthaus am 1. Februar 2024

Eva Klampfer alias LYLIT (* 16. November 1984 in Oberndorf) ist eine österreichische Sängerin, Musikerin und Komponistin. 2007 trat sie erstmals als LYLIT in Erscheinung und ist seither unter diesem Pseudonym in verschiedenen Projekten tätig.

## Leben und Wirken
Eva Klampfer begann im Alter von fünf Jahren Klavier zu spielen. Sie besuchte das Musikgymnasium Linz und studierte zuerst an der Anton Bruckner Privatuniversität klassisches Klavier bei Gottfried Hemetsberger, bevor sie zu Jazzgesang an die JIM Abteilung derselben Universität wechselte. Sie schloss ihr Master-Studium in Jazzgesang bei Elfi Aichinger mit Auszeichnung ab.
2009 wurde sie von Motowns ehemaligem CEO Kedar Massenburg als LYLIT in New York City exklusiv unter Vertrag genommen. Mit dem Produzenten Andreas Lettner und dem Grammy Award Gewinner und Mixing Engineer Ariel Borujow wurden Studioaufnahmen zu ihrer EP Unexpected in den legendären Stadium Red Studios (125th Street, Harlem) durchgeführt.
Diverse Veröffentlichungen folgten und ihre erste EP Unexpected wurde unter die Top 10 R’n’B Releases in den USA gewählt. Ihre Single The Plan war außerdem Single Of The Week bei iTunes USA.
Parallel dazu arbeitete sie mit dem Gitarristen Matthias Löscher zusammen und sie bildeten das Lylit Löscher Duo. Gemeinsam veröffentlichten sie 2011 ihr Album Duo bei Session Work Records.
LYLIT arbeitet  seit vielen Jahren mit SK Invitational zusammen und ging mit dieser Band auf Tournee. Sie stand im Zuge dieser Zusammenarbeit mit Künstlern wie Ty, Blumentopf, Akua Naru, M.O.P. Blak Twang, Texta etc. auf der Bühne.
Schon lange arbeitet sie mit dem Produzenten, Schlagzeuger und Toningenieur Andreas Lettner zusammen, der für sämtliche Produktionen der Musikerin verantwortlich ist.
2017 eröffnete LYLIT mit ihrem Song Come Back, gemeinsam mit den Wiener Symphonikern die Wiener Festwochen.
Nach vertraglich bedingter Pause veröffentlichte LYLIT 2018 als unabhängige Künstlerin ihre EP Aurora und 2019 das Album Inward Outward auf ihrem eigenen Label Syrona Records.
2019 schreibt die Künstlerin sämtliche Melodien und Texte des dritten Studioalbums der Künstlerin Conchita Wurst. Sie wurde im selben Jahr Dozentin für Jazz- und Popgesang am Mozarteum Salzburg.
2020 erhielt sie das Jahresstipendium des SKE Fonds.
2021 wurde sie von David Wagner als Filmkomponistin für seinen Kinofilm Eismayer engagiert. Der Film hatte 2022 Premiere bei den Internationalen Filmfestspielen von Venedig und gewann dort die Auszeichnung Bester Spielfilm der Settimana Internazionale della Critica (Internationale Kritikerjury).
2023 gewann Eva Klampfer alias LYLIT in der Kategorie Beste Musik den Österreichischen Filmpreis und die Romy für Beste Musik.
Bei der Viennale 2023 bildete LYLIT gemeinsam mit der Geschäftsführerin der Wiener Festwochen Artemis Vakianis und der Schauspielerin Thea Ehre die Jury des Wiener Filmpreises.
LYLIT ist seit 2023 Mitglied der Akademie des österreichischen Films.

## Stipendien, Preise und Auszeichnungen
- Österreichischer Filmpreis für die Beste Musik für den Kinofilm Eismayer
- Romy für die Beste Musik für den Kinofilm Eismayer
- SKE Jahresstipendium
- Förderung des Landes Oberösterreich für zeitgenössische künstlerische Projekte
- Nominierung für die Kategorie Best Sound für das Album Inward Outward bei den Amadeus Awards
- Gewinnerin des Yamaha Band Contests mit der Band On Wings To Kashmir

## Diskografie

### LYLIT

#### EPs
- 2010: Unexpected, Kedar Entertainment (USA)
- 2015: Unknown, Massenburg Media (USA)
- 2018: Aurora, Syrona Records

#### Alben
- 2019: Inward Outward, Syrona Records
- 2022: LYLIT – Studio Live Session, Little Big Beat Studios

#### Als Komponistin / Songwriterin
- 2019/2020: T.O.M., Conchita Wurst, Sony Music
- 2023/2024: Green Blue Violet, Christl, Ink Music

#### Andere Projekte / als Feature (Auszug)
- Cid Rim
  - 2022: Songs for Vienna, LuckyMe Records
  - 2019: Control, LuckyMe Records
- SK Invitational
  - 2017: Golden Crown, Tontraeger Records
  - 2010: Raw Glazed, Tontraeger Records
  - 2009: Texta live! Backed by SK Invitational, Tontraeger Records
  - 2006: SK Invitational, Jazzit:Edition
- Chico DeBarge
  - 2009: Addiction, Massenburg Media
- Joe Thomas
  - 2009: Signature, Kedar Entertainment Group
- Lylit Löscher Duo
  - 2011: Duo, Session Work Records
- The Ruff Pack
  - 2011: Live DVD, Session Work Records
- Blumentopf:
  - 2010: Wir, Virgin Records
- Parov Stelar
  - 2009: Libella Swing, Etage Noir Records
  - 2010: Coco, Pt.1, Etage Noir Records
- Texta
  - 2011: Grotesk, Tontraeger Records